# Nuevo Orizaba
Nuevo Orizaba es una localidad del estado mexicano de Chiapas, localizada en el extremo este del territorio del estado en la Selva Lacandona, en el municipio de Benemérito de las Américas. 
Nuevo Orizaba se encuentra a escasa distancia de la línea que marca la Frontera entre Guatemala y México, por lo que constituye un punto fronterizo formal entre los dos países, al otro lado de la frontera comunica con la población de Ingenieros, en el municipio de Ixcán, Departamento de El Quiché.
Nuevo Orizaba es un ejido dedicado principalmente a la explotación forestal y de otros recursos de la selva como el chicle, recibió su nombre por haber sido formado con población proveniente principalmente de la zona de Orizaba, Veracruz.